# Gran Premio de Yugoslavia de Motociclismo de 1985
El Gran Premio de Yugoslavia de Motociclismo de 1985 fue la sexta prueba de la temporada 1985 del Campeonato Mundial de Motociclismo. El Gran Premio se disputó el 16 de junio de 1985 en el Automotodrom Grobnik.

## Resultados 500cc
El estadounidense Eddie Lawson ganó en un duelo intenso con Freddie Spencer. Los dos pilotos tuvieron una batalla hasta que Spencer topó con una bala de paja en la rodilla y el dolor le obligó a rebajar el ritmo. El australiano Wayne Gardner cerró el podio.
| Pos.     | Piloto               | Equipo           | Tiempo     | Pts. |
| -------- | -------------------- | ---------------- | ---------- | ---- |
| 1        | Eddie Lawson         | Yamaha           | 49:46.650  | 15   |
| 2        | Freddie Spencer      | Honda            | +21.760    | 12   |
| 3        | Wayne Gardner        | Honda            | +30.240    | 10   |
| 4        | Ron Haslam           | Honda            | +37.950    | 8    |
| 5        | Christian Sarron     | Yamaha           | +1:10.770  | 6    |
| 6        | Raymond Roche        | Yamaha           | +1:11.120  | 5    |
| 7        | Didier de Radiguès   | Honda            | +1:24.840  | 4    |
| 8        | Robert McElnea       | Heron-Suzuki     | +1:25.310  | 3    |
| 9        | Gustav Reiner        | Bakker-Honda     | +1:25.610  | 2    |
| 10       | Dave Petersen        | Honda            | +1:25.890  | 1    |
| 11       | Sito Pons            | Suzuki           | +1 Vuelta  |      |
| 12       | Fabio Biliotti       | Honda            | +1 Vuelta  |      |
| 13       | Eero Hyvärinen       | Honda            | +1 Vuelta  |      |
| 14       | Boet van Dulmen      | Honda            | +1 Vuelta  |      |
| 15       | Marco Lucchinelli    | Cagiva           | +1 Vuelta  |      |
| 16       | Wolfgang von Muralt  | Suzuki           | +1 Vuelta  |      |
| 17       | Christian Le Liard   | Honda            | +1 Vuelta  |      |
| 18       | Armando Errico       | Honda            | +1 Vuelta  |      |
| 19       | Marco Papa           | Suzuki           | +1 Vuelta  |      |
| 20       | Dietmar Mayer        | Honda            | +2 Vueltas |      |
| 21       | Massimo Broccoli     | Paton            | +2 Vueltas |      |
| 22       | Massimo Messere      | Honda            | +3 Vueltas |      |
| 23       | Josef Ragginger      | Suzuki           | +3 Vueltas |      |
| 24       | Andreas Leuthe       | Suzuki           | +3 Vueltas |      |
| 25       | Dimitrios Papandreou | Yamaha           | +3 Vueltas |      |
| 26       | Josef Doppler        | Suzuki           | +3 Vueltas |      |
| 27       | Leandro Becheroni    | Suzuki           | +3 Vueltas |      |
| Ret      | Randy Mamola         | Honda            | Ret        |      |
| Ret      | Franco Uncini        | Suzuki           | Ret        |      |
| Ret      | Louis-Luc Maisto     | Honda            | Ret        |      |
| Ret      | Thierry Espié        | Chevallier-Honda | Ret        |      |
| Ret      | Bohumil Stasa        | Honda            | Ret        |      |
| Ret      | Pavol Dekanek        | Suzuki           | Ret        |      |
| Ret      | Takazumi Katayama    | Honda            | Ret        |      |
| DNS      | Karl Truchsess       | Honda            | DNS        |      |
| DNS      | Alessandro Valesi    | Honda            | DNS        |      |
| Sources: |                      |                  |            |      |

## Resultados 250cc
Carrera con poca historia donde Freddie Spencer se escapó directo a la victoria y el venezolano Carlos Lavado se fue solo en segundo lugar. el único aliciente fue el duelo por el tercer puesto que cayó en manos del italiano Loris Reggiani. En la general, Spencer ya aventaja en 24 puntos al alemán Anton Mang.
| Pos. | Piloto                 | Moto              | Tiempo     | Pts. |
| ---- | ---------------------- | ----------------- | ---------- | ---- |
| 1    | Freddie Spencer        | Honda             | 47:49.950  | 15   |
| 2    | Carlos Lavado          | Yamaha            | +4.760     | 12   |
| 3    | Loris Reggiani         | Aprilia           | +44.770    | 10   |
| 4    | Martin Wimmer          | Yamaha            | +45.230    | 8    |
| 5    | Siegfried Minich       | Yamaha            | +48.760    | 6    |
| 6    | Harald Eckl            | Juchem-Yamaha     | +1:08.850  | 5    |
| 7    | Reinhold Roth          | Juchem-Yamaha     | +1:09.110  | 4    |
| 8    | Pierre Bolle           | Parisienne        | +1:12.840  | 3    |
| 9    | Jacques Cornu          | Honda             | +1:17.870  | 2    |
| 10   | Jean-Louis Guignabodet | MIG-Rotax         | +1:22.270  | 1    |
| 11   | Jean-Michel Mattioli   | Yamaha            | +1:29.870  |      |
| 12   | Josef Hütter           | Bartol            | +1:33.080  |      |
| 13   | Jean-François Baldé    | Pernod            | +1 Vuelta  |      |
| 14   | Jean Foray             | Chevallier-Yamaha | +1 Vuelta  |      |
| 15   | Dominique Sarron       | Honda             | +1 Vuelta  |      |
| 16   | Niall Mackenzie        | Armstrong         | +1 Vuelta  |      |
| 17   | Jean-Luc Guillemet     | Yamaha            | +1 Vuelta  |      |
| 18   | René Delaby            | Rotax             | +1 Vuelta  |      |
| 19   | Roland Freymond        | Yamaha            | +1 Vuelta  |      |
| 20   | Thomas Bacher          | Rotax             | +1 Vuelta  |      |
| 21   | Hans Becker            | Yamaha            | +1 Vuelta  |      |
| 22   | Michel Galbit          | Yamaha            | +1 Vuelta  |      |
| 23   | Silo Habat             | Yamaha            | +1 Vuelta  |      |
| 24   | Massimo Matteoni       | Honda             | +6 Vueltas |      |
| Ret  | Carlos Cardús          | Cobas-Rotax       | Ret        |      |
| Ret  | Hans Lindner           | Rotax             | Ret        |      |
| Ret  | Anton Mang             | Honda             | Ret        |      |
| Ret  | Donnie McLeod          | Armstrong         | Ret        |      |
| Ret  | Antonio Garcia         | Kobas             | Ret        |      |
| Ret  | Thierry Rapicault      | Yamaha            | Ret        |      |
| Ret  | Patrick Fernandez      | Cobas-Rotax       | Ret        |      |
| Ret  | Alan Carter            | Honda             | Ret        |      |
| Ret  | Fausto Ricci           | Honda             | Ret        |      |
| Ret  | Juan Garriga           | Rotax             | Ret        |      |
| Ret  | August Auinger         | Bartol            | Ret        |      |
| DNS  | Guy Bertin             | Malanca           | DNS        |      |
| DNS  | Erich Klein            | Rotax             | DNS        |      |
| DNS  | Antonio Neto           | Cobas-Rotax       | DNS        |      |

## Resultados 80cc
El piloto suizo Stefan Dörflinger se aprovechó de un error del español de Derbi Jorge Martínez Aspar para robarle la primera plaza y adjudicarse el Gran Premio. Manuel Herreros cerró el podio a 22 segundos de los dos primeros.
| Pos. | Piloto               | Moto         | Tiempo     | Pts. |
| ---- | -------------------- | ------------ | ---------- | ---- |
| 1    | Stefan Dörflinger    | Krauser      | 31:36.800  | 15   |
| 2    | Jorge Martínez Aspar | Derbi        | +1.500     | 12   |
| 3    | Manuel Herreros      | Derbi        | +32.840    | 10   |
| 4    | Gerhard Waibel       | Real-Seel    | +38.010    | 8    |
| 5    | Gerd Kafka           | Seel         | +48.310    | 6    |
| 6    | Rainer Kunz          | Ziegler      | +1:02.110  | 5    |
| 7    | Theo Timmer          | HuVo-Casal   | +1:12.490  | 4    |
| 8    | Ian McConnachie      | Krauser      | +1:16.210  | 3    |
| 9    | Henk van Kessel      | HuVo-Casal   | +1:16.210  | 2    |
| 10   | Paul Rimmelzwaan     | Harmsen      | +1:22.480  | 1    |
| 11   | Joaquim Galí         | Derbi        | +1:42.870  |      |
| 12   | Günter Schirnhofer   | Krauser      | +1 Vuelta  |      |
| 13   | Domingo Gil Blanco   | Autisa       | +1 Vuelta  |      |
| 14   | Jaimie Lodge         | Krauser      | +1 Vuelta  |      |
| 15   | Yanos Pintar         | Eberhardt    | +1 Vuelta  |      |
| 16   | Giuliano Tabanelli   | BBFT         | +1 Vuelta  |      |
| 17   | Salvatore Milano     | Casal        | +1 Vuelta  |      |
| 18   | Mario Stocco         | Unimoto      | +1 Vuelta  |      |
| 19   | Serge Julin          | Bakker-Casal | +1 Vuelta  |      |
| 20   | Reinhard Koberstein  | Seel         | +1 Vuelta  |      |
| 21   | Zdravko Matulja      | Ziegler      | +1 Vuelta  |      |
| 22   | Jean-Marc Velay      | GMV-Casal    | +1 Vuelta  |      |
| 23   | Herri Torrontegui    | JJ Cobas     | +1 Vuelta  |      |
| 24   | Hans Koopman         | Ziegler      | +1 Vuelta  |      |
| 25   | Reiner Koster        | Casal        | +1 Vuelta  |      |
| 26   | Thomas Engl          | Esch         | +1 Vuelta  |      |
| 27   | René Dünki           | Zündapp      | +2 Vueltas |      |
| 28   | Mika Sakari Komu     | Eberhardt    | +2 Vueltas |      |
| 29   | Miroslav Lesicki     | Severin      | +2 Vueltas |      |
| 30   | Johan Auer           | Eberhardt    | +2 Vueltas |      |
| Ret  | Juan Ramón Bolart    | Autisa       | Ret        |      |
| Ret  | Otto Machinek        | Hummel       | Ret        |      |
| Ret  | Richard Bay          | Maico        | Ret        |      |
| Ret  | Bernd Rossbach       | HuVo-Casal   | Ret        |      |
| Ret  | Chris Baert          | Eberhardt    | Ret        |      |
| Ret  | Alojz Pavlič         | Seel         | Ret        |      |